# Homalanthus novoguineensis
Homalanthus novoguineensis là một loài thực vật có hoa trong họ Đại kích. Loài này được (Warb.) K.Schum. mô tả khoa học đầu tiên năm 1900.